# Placas de identificação de veículos na Nicarágua

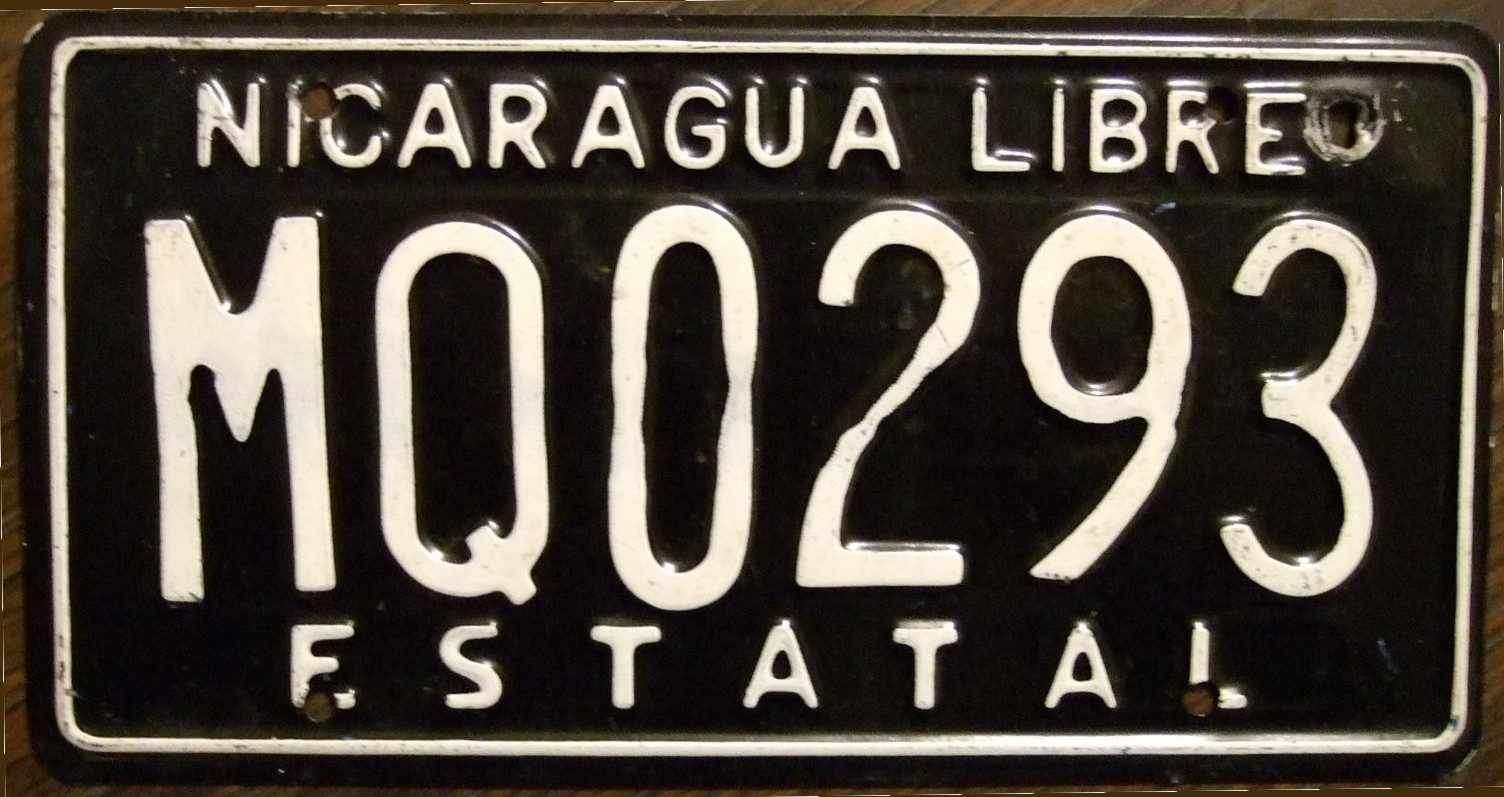
Modelo de placa nicaraguense emitido em 1981.

As placas de identificação de de veículos da Nicarágua são a forma pela qual os veículos desse país centro-americano são identificados. O modelo atual, emitido desde 2005, possui o nome do país (NICARAGUA) na parte de cima, a inscrição CENTROAMÉRICA na parte de baixo, com uma combinação alfanumérica com a parte alfabética indicando a região de origem do veículo: M = Manágua, GR = Granada , CT = Chontales, etc., com a parte numérica variando na quantidade de dígitos. Tradicionalmente, as placas nicaraguenses são produzidas no tamanho norte-americano de 6 × 12 polegadas (152 × 300 mm).